# Goldene Meile (Kriegsgefangenenlager)

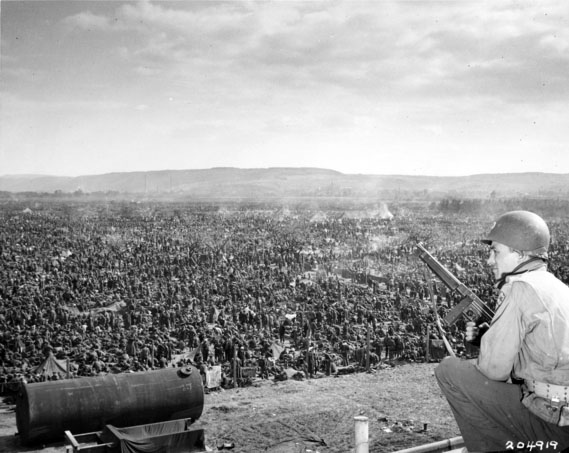
Ein Soldat der US-Streitkräfte bewacht deutsche Gefangene im „Lager Remagen“

Auf der Goldenen Meile waren 1945 die alliierten Kriegsgefangenenlager Remagen und Sinzig.

## Geschichtliche Einordnung
Gegen Ende des Zweiten Weltkriegs legten die amerikanischen Truppen längs des Rheins Gefangenenlager für deutsche Soldaten an. Bei der Eroberung des Rheinlandes gerieten 250.000 deutsche Soldaten in Kriegsgefangenschaft, nach der Zerschlagung des Ruhrkessels kamen weitere 325.000 hinzu. Ab Mitte April 1945 wurden rund 660.000 Deutsche in diesen Lagern gefangen gehalten.
Die Amerikaner – selbst von Versorgungsengpässen betroffen – sahen sich nach dem Zusammenbruch der Westfront in der Verpflichtung, neben den zwei Millionen eigenen Soldaten die deutschen Kriegsgefangenen unterzubringen und zu versorgen. Die „Rheinwiesenlager“ sollten als Durchgangslager für die provisorische Unterbringung der Gefangenen dienen. Die „Goldene Meile“ war eines dieser Lager.

## Das Lager

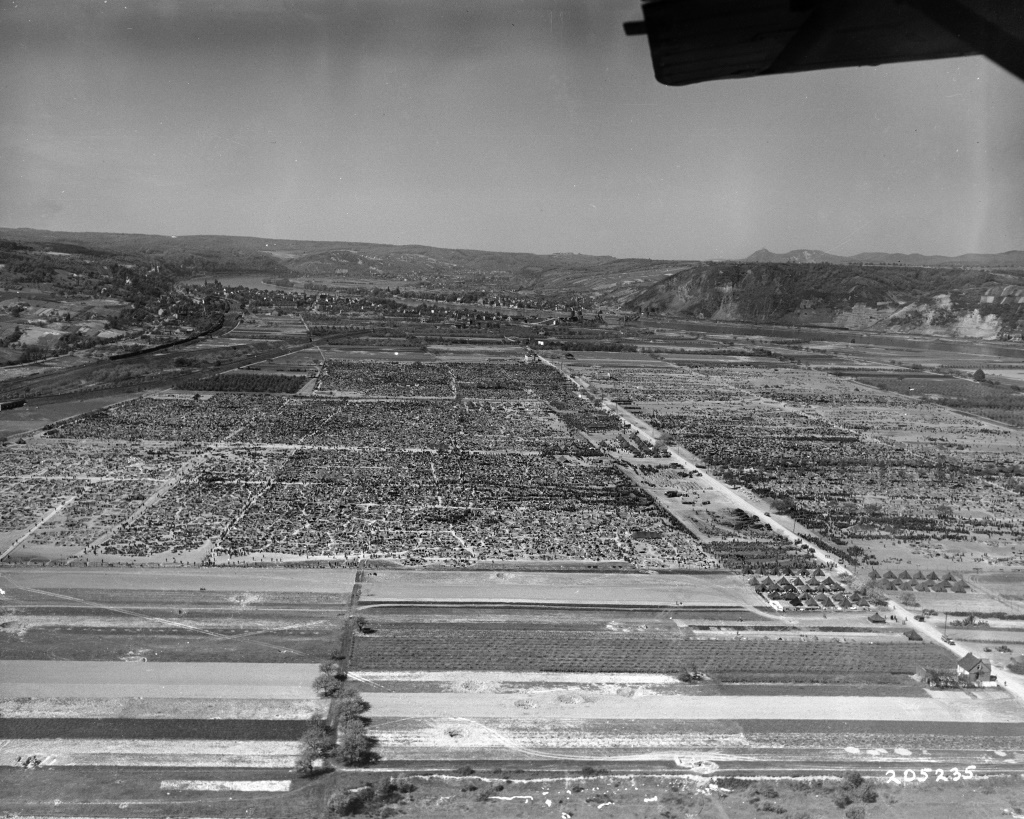
Luftbild des Lagers Remagen

Bei dem Lager handelt es sich organisatorisch um zwei Lager. Die offiziellen Bezeichnungen der Lager waren:
- Prisoner of War Temporary Enclosure A2 (Remagen)
- Prisoner of War Temporary Enclosure A5 (Sinzig)

Das Lager A2 erstreckte sich am Rhein von Remagen bis Kripp.
Das Lager A5 südlich der Ahr, die nahe Kripp in den
Rhein mündet, bis vor Niederbreisig.
Das von den Gefangenen zum Großteil selbst errichtete Lager wurde von Stacheldraht umschlossen und so in zwei
voneinander getrennte Areale unterteilt. Zwischen den Lagern befand sich die Ortschaft Kripp. Beide Campbereiche wurden im Osten durch den Rhein begrenzt und im Westen durch die linke Rheinstrecke, eine zweispurige Bahnstrecke. 
Die Lager waren stark überbelegt. In Remagen waren am 2. Mai 1945 170.000 Gefangene untergebracht.
In Sinzig waren zeitweise bis zu 118.000 Gefangene interniert.
Innerhalb des Lagers wurden durch Stacheldraht einzelne Cages voneinander abgetrennt, in denen jeweils 5.000 bis 7.000 Gefangene untergebracht waren. Es gab spezielle Bereiche für Frauen und für jugendliche Kindersoldaten.

## Versorgung und Unterbringung im Lager

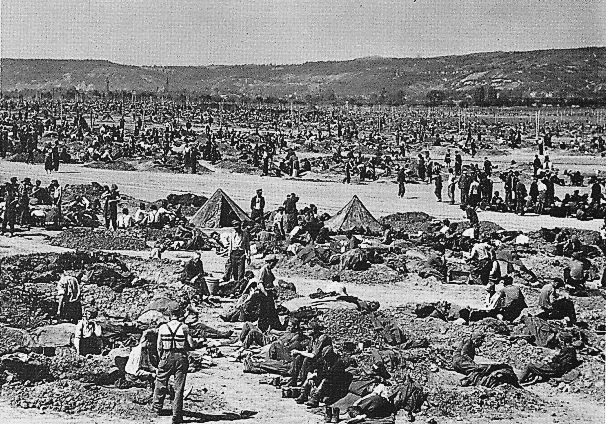
Lager Sinzig

Die Versorgung und Unterbringung der Gefangenen war extrem mangelhaft. Es gab anfangs weder Holzbaracken oder Unterstände noch entsprechende hygienische Einrichtungen. Nur wenige Gefangene durften eine Zeltbahn oder einen Mantel behalten. Die Übrigen waren den Unbilden des Aprilwetters ausgeliefert, an dem es an zahlreichen Tagen regnete. Mit primitiven Werkzeugen gruben sich einige Insassen Erdlöcher, in denen sie Schutz vor dem Regen suchten. Viele starben in den provisorischen Behausungen oder wurden lebendig begraben, wenn ihre Erdlöcher einstürzten.
Einmal täglich fand eine Essensausgabe statt. Es war anfangs kaum genug zum Überleben. Erst nach Wochen besserte sich die Verpflegung der Gefangenen. Auch die Trinkwasserversorgung stellte zunächst ein Problem dar. Die Lagerinsassen mussten stundenlang anstehen, um etwas stark gechlortes Rheinwasser zu bekommen.

## Auflösung des Lagers und Folgen
Am 11. Juli 1945 wurde das Lager von den Franzosen übernommen, die es schließlich am 20. Juli auflösten. Viele der im Lager gebliebenen Gefangenen wurden in andere Lager oder nach Frankreich überführt und zum Teil erst ein bis zwei Jahre später entlassen.
Während der Zeit, in der das Lager bestand, starben 1247 Insassen an der Ruhr (Dysenterie), an Unterernährung
und Erschöpfung. Darüber hinaus wurden einige beim Fluchtversuch erschossen. Trotz dieser vergleichsweise geringen
Todesrate von unter einem Prozent kamen viele Überlebende traumatisiert aus der Gefangenschaft zurück.

## Orte der Erinnerung

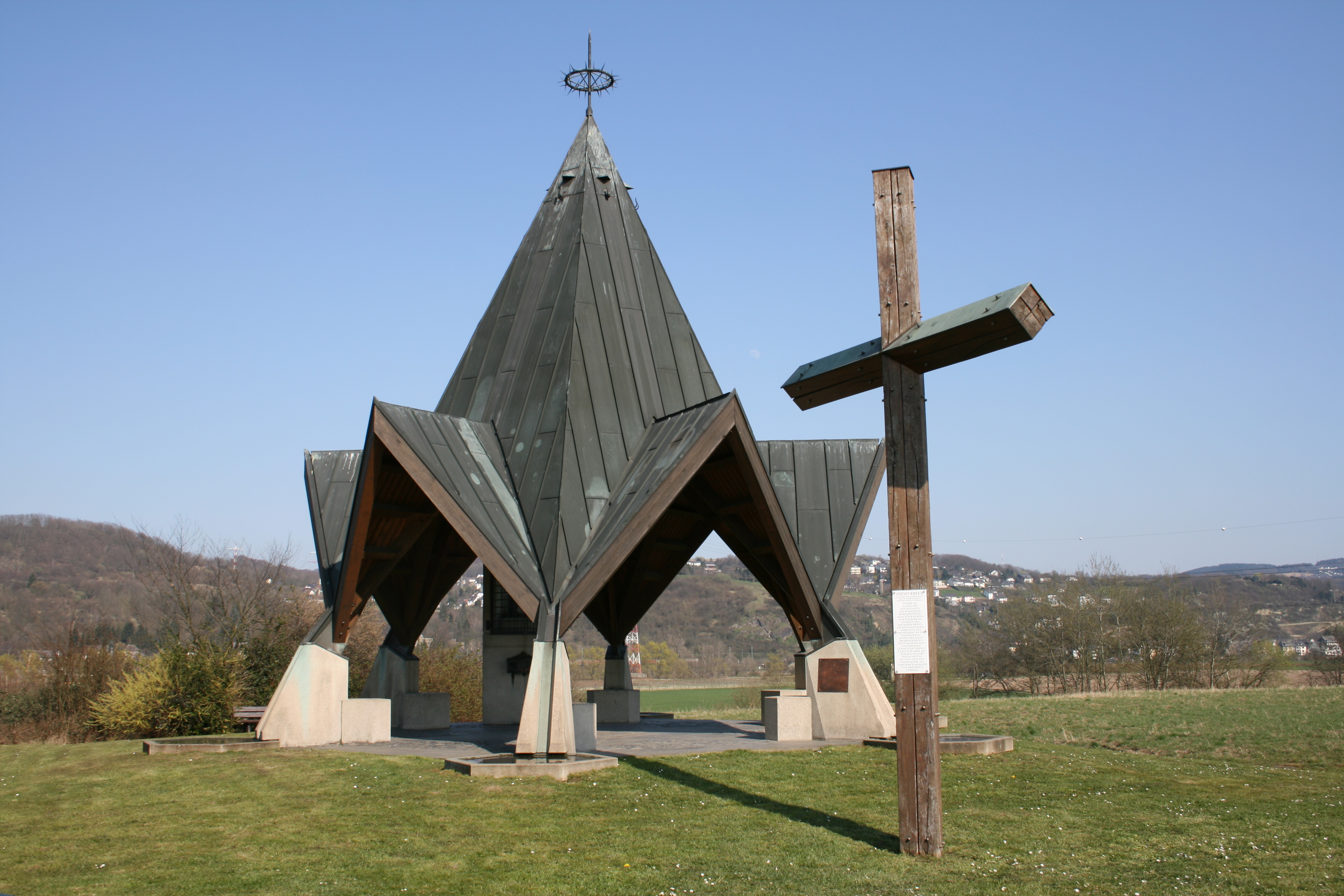
Die Kapelle Schwarze Madonna in Remagen

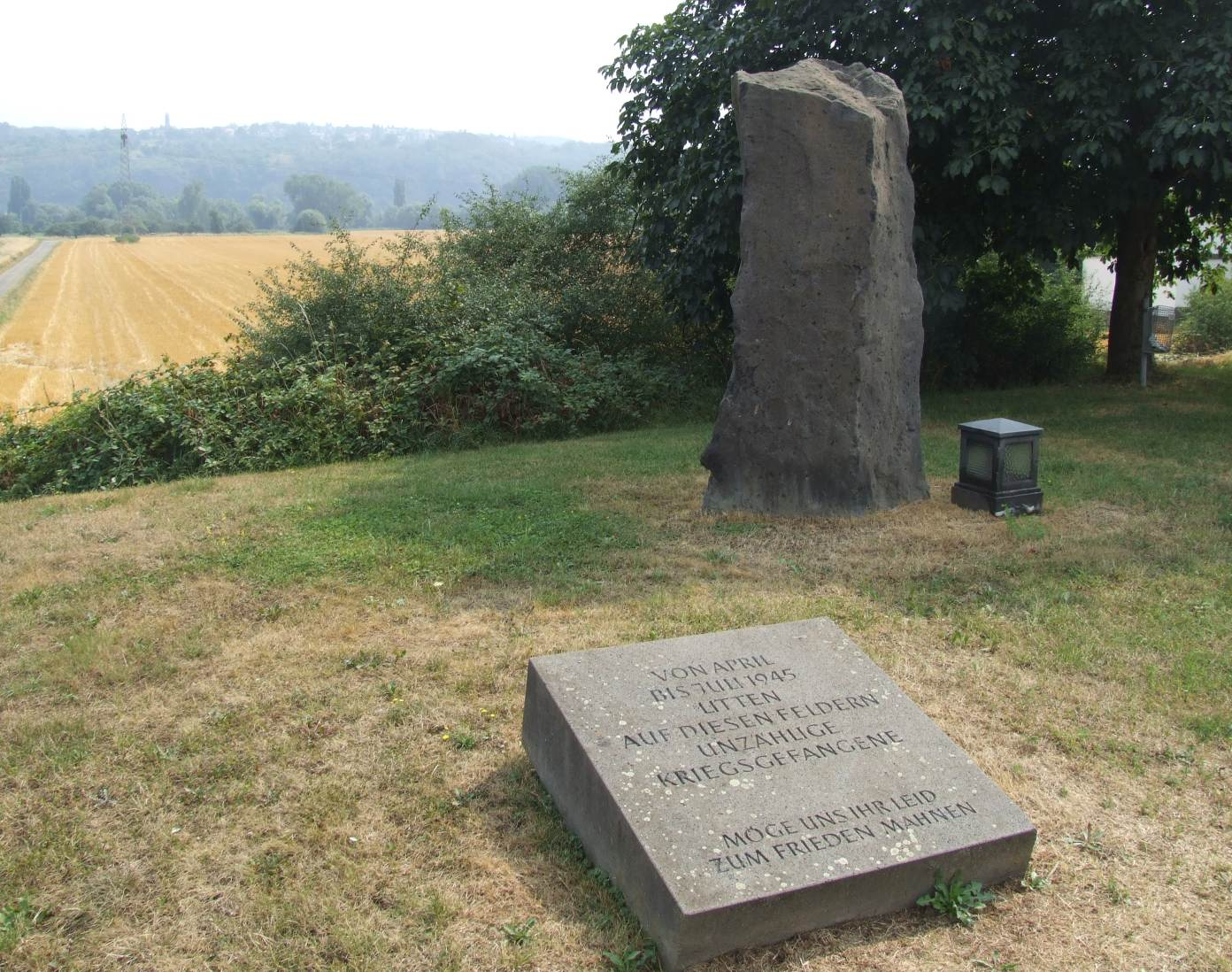
Gedenkstein in Sinzig

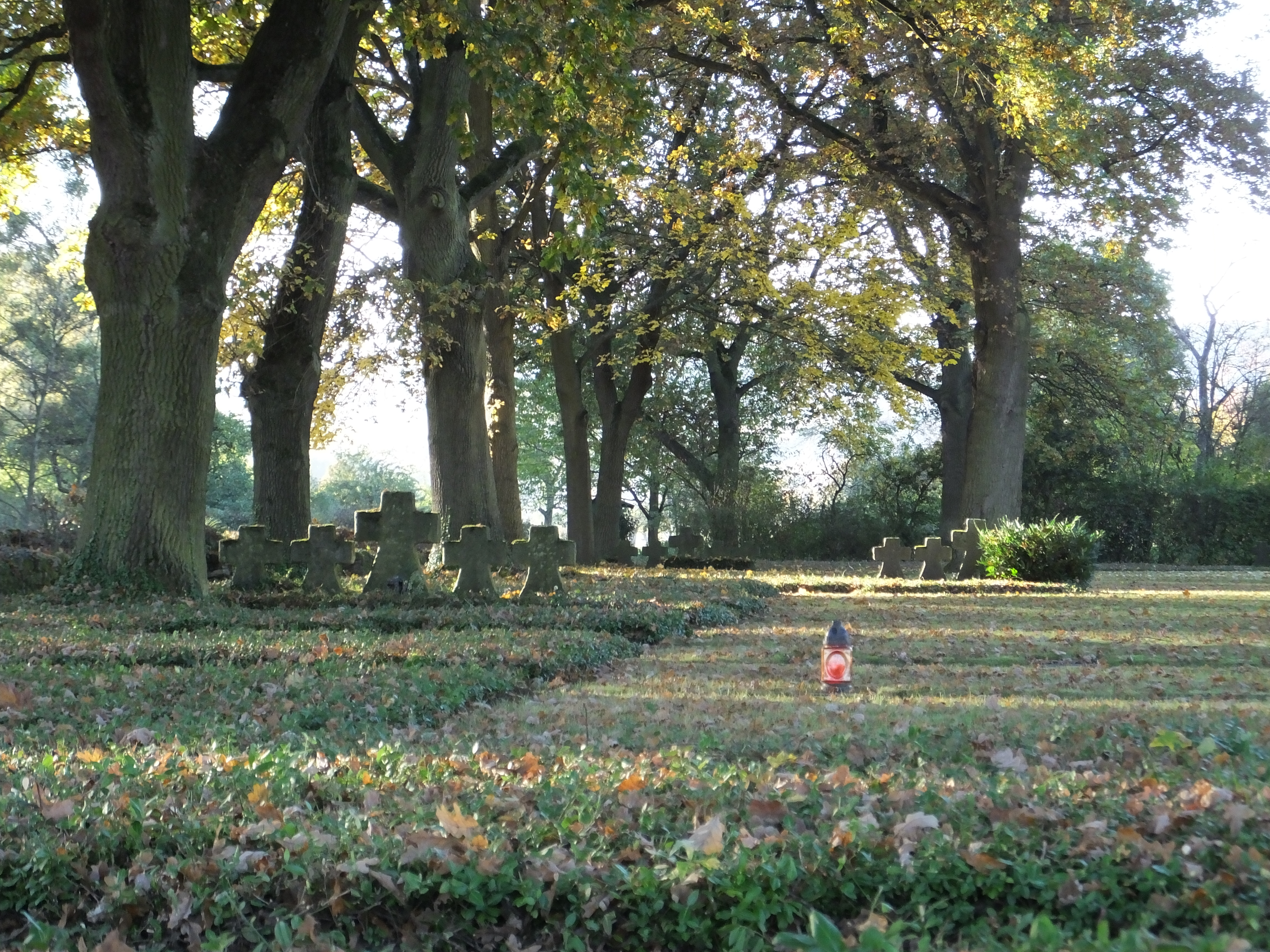
Ehrenfriedhof Bad Bodendorf im Herbst

An die Gefangenen erinnern heute die Kapelle Schwarze Madonna in Remagen, ein Gedenkstein in Sinzig, der Ehrenfriedhof Bad Bodendorf – eine Kriegsgräberstätte für die Verstorbenen des Gefangenenlagers, sowie ein Ausstellungsraum im Friedensmuseum Brücke von Remagen.

## Rechtsextreme Veranstaltungen
Immer wieder versuchen Rechtsextreme, das Gedenken an die Verstorbenen im Rheinwiesenlager zu instrumentalisieren. So wird in geschichtsrevisionistischer Manier behauptet, in den Rheinwiesenlagern seien Deutsche systematisch ermordet worden. Seit 2009 finden hier am Samstag vor dem Volkstrauertag Demonstrationen von Neo-Nazis statt. Sie wurden bis 2012 durch das mittlerweile aufgelöste Aktionsbüro Mittelrhein organisiert.
Zeitgleich finden alljährlich Gegenveranstaltungen statt.

## Weiterführende Literatur
- R. Gerrit Hübner: Das Lager: Nur wer glaubt, wird Wunder sehen. 2. Auflage. Daniel-Verlag, Lychen 2007, ISBN 978-3-935955-37-9.
- Wolfgang Gückelhorn: Das Ende am Rhein: Kriegsende zwischen Remagen und Andernach. Helios, Aachen 2005, ISBN 3-938208-06-6.
- Karlheinz Grohs: Die schwarze Madonna von Remagen – 1945: Kriegsgefangen am Rhein – Gedenken und Erinnerung. Hrsg.: Friedensmuseum Brücke von Remagen e. V. Grohs, Remagen 1993, ISBN 3-9803143-1-6.
- Arno Münnich: Die goldene Meile von Remagen : deutsche Soldaten in amerikanischer Gefangenschaft 1945. Frieling, Berlin 2003, ISBN 3-8280-1966-8.
- Rüdiger Overmans: Die Rheinwiesenlager 1945. In: Hans-Erich Volkmann (Hrsg.): Ende des Dritten Reiches, Ende des Zweiten Weltkriegs. Eine perspektivische Rückschau. Piper Verlag, München/Zürich 1995, ISBN 3-492-12056-3.